# Clémery

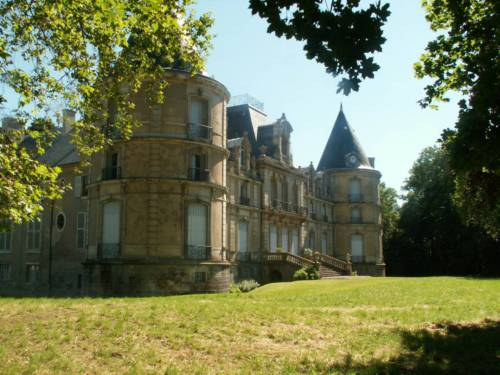
Zamek w Clémery (2008)

Clémery – miejscowość i gmina we Francji, w regionie Grand Est, w departamencie Meurthe i Mozela.
Według danych na rok 1990 gminę zamieszkiwało 315 osób, a gęstość zaludnienia wynosiła 33 osób/km² (wśród 2335 gmin Lotaryngii Clémery plasuje się na 735. miejscu pod względem liczby ludności, natomiast pod względem powierzchni na miejscu 628.).

## Populacja

Populacja Clémery w latach 1962–2008